# Olga Romanowna Trifonowa
Olga Romanowna Trifonowa (russisch Ольга Романовна Трифонова; * 1938) ist eine russische Schriftstellerin.

## Leben
Trifonowa studierte in Moskau Radioelektronik und arbeitete als Biophysikerin. Zugleich schrieb sie Erzählungen. Ab 1974 war sie Drehbuchautorin. Seit 1998 leitet sie das Museum im „Haus an der Uferstraße“, in dem früher die stalinistische Politprominenz wohnte.
Trifonowa war mit dem Schriftsteller Juri Trifonow verheiratet.

## Werke
- Der Tag des Hundes (Roman)[1]
- Versuch einer Verzeihung (Erzählung, 1992)[1]
- BU (Roman, 2003)[1]
- Die Träume tags zuvor (Roman, 2005)[1]
- Die Einzige : Nadeschda Allilujewa – Stalins Frau, Wien 2006, ISBN 3-9501769-5-0